# 維克斯機槍
維克斯機槍（Vickers），是第一次世界大戰與第二次世界大戰期間英國軍隊所使用的中型機槍。基於維克斯機槍優異的設計，使它成為世界上著名的戰爭武器之一。

## 設計
維克斯機槍是馬克沁機槍的衍生產品，而且是衍生產品中最優秀的一種。基於馬克沁機槍成功的設計，維克斯機槍做了一系列的改進。與前者相比，它具有重量較輕、體形較小、供彈良好等特點。其口徑為0.303英吋，可以使用與英軍制式步槍相同的子彈。為了避免在持續的射擊中過熱，維克斯機槍配備了可快速更換的槍管，包覆於連接了容量4公升的冷凝罐的水桶中。一般來說，維克斯機槍連續發射約三千發子彈後，水桶中的水就會達到沸點；此後，每發射約一千發子彈，就會蒸發約一公升的水。但是如果用一根橡膠管把水桶與冷凝罐連接起來，就可以把部分蒸氣回收，令水重複循環使用。
這種水冷式的維克斯機槍能夠長時間保持每分鐘六百發的射速，在多數情況下都有很高的可靠性。並大量安裝於車輛、飛機、船隻與防禦工事。該款機槍於第二次世界大戰末期停產，不過在1960年代仍可見其於實戰中出現。而印度、尼泊爾及巴基斯坦則保留了一定數量的維克斯機槍以作不時之需。

## 瞄準與射擊裝置
維克斯機槍的瞄準具十分特別。它使用金屬瞄準具，可以用於近距離或遠距離的射擊；構造是一種管形裝置，使用時，可用表尺對距離與風速進行判斷來輔助使用。此外，維克斯機槍還可用來鎖定某一射擊區域。它的扳機是拇指推壓裝置，位於機匣後側的兩隻握把末端。

## 事蹟
維克斯機槍最為人津津樂道的，莫過於他那長達8.23公尺（9碼）的彈鏈了。許多士兵均稱：「維克斯機槍外加9碼彈鏈，所向無敵。」
維克斯機槍可說是第一代機槍中的傑出作品。在1918年8月攻占海伍德（High Wood）的戰爭中，英軍首次將共十挺的維克斯機槍投入實戰，並創造了在12小時內，平均每挺機槍發射約十萬多發子彈的記錄。

## 彈藥
在英國、大英自治領及屬地，基本上都是配合英國制式的.303子彈，至於出口用的維克斯機槍則口徑有所修改，以滿足用戶的需求，可發射以下的彈藥：
- 6.5毫米義式子彈
- 6.5×50毫米有坂子彈
- 6.5×54毫米荷蘭子彈
- 7.92×57毫米毛瑟子彈
- 7.5×55毫米瑞士子彈
- 7.62×51毫米北約子彈
- .30-06春田子彈
- 7.62×54毫米俄式子彈
- 7.65×53毫米
- 8毫米勒貝爾彈

## 使用者

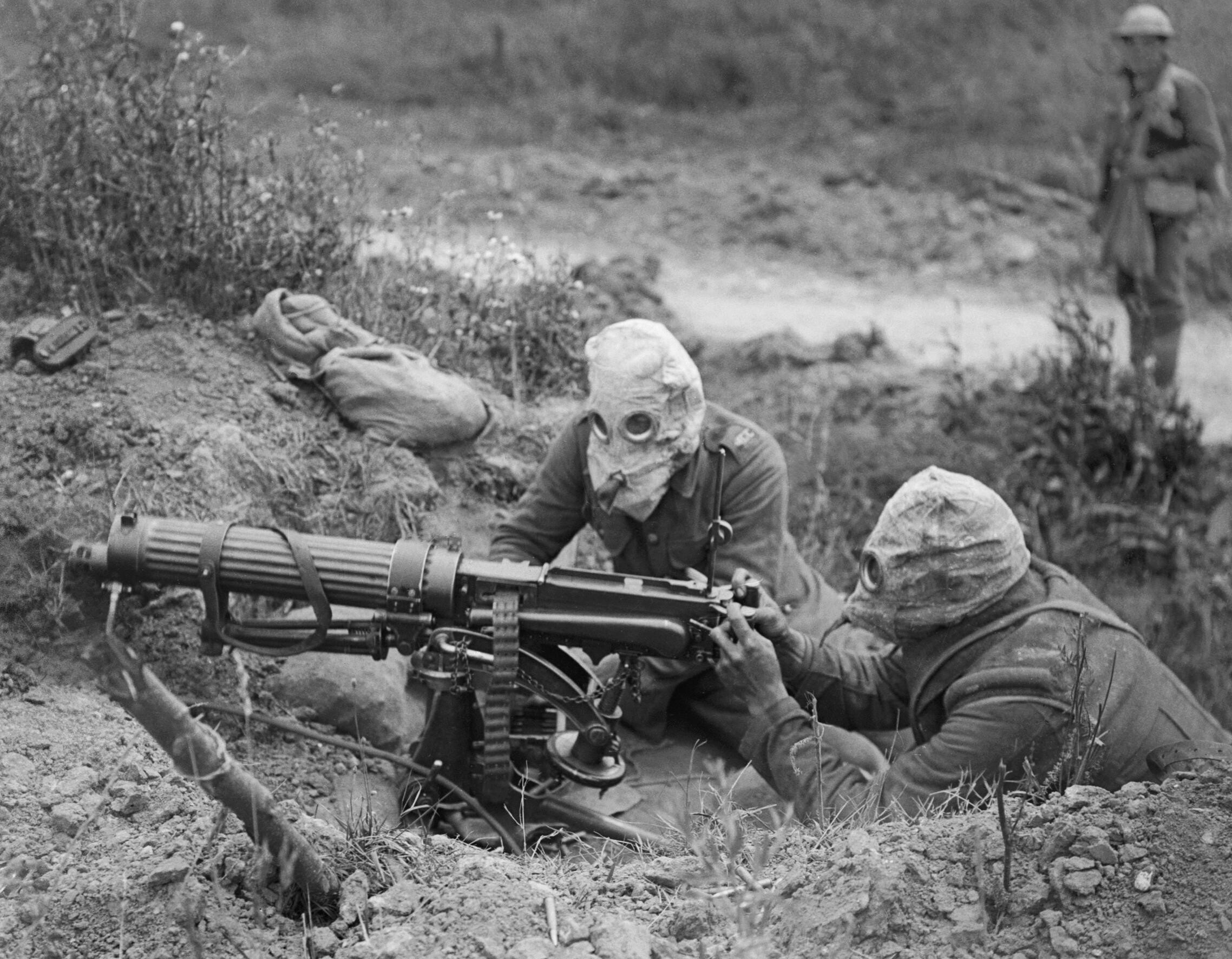
英軍機槍小組使用維克斯機槍

- 阿尔巴尼亚
- 阿根廷
- 奥匈帝国
- 比利时
- 玻利维亚
- 巴西
- 加拿大
- 錫蘭
- 智利
- 中華民國
- 中华人民共和国
- 捷克斯洛伐克－本土生產。
- 丹麦
- 埃及
- 薩爾瓦多
- 爱沙尼亚
- 衣索比亞
- 芬兰
- 法國
- 德意志帝國
- 納粹德國
- 希臘王國
- 英屬香港
- 英属印度
- 印度
- 印度尼西亞
- 伊拉克
- 愛爾蘭
- 義大利王國
- 以色列
- 约旦
- 拉脫維亞
- 立陶宛
- 盧森堡
- 墨西哥
- 尼泊尔
- 荷蘭
- 挪威
- 新西兰
- 奥斯曼帝国
- 巴基斯坦
- 巴拉圭
- 秘魯
- 菲律賓
- 波蘭流亡政府
- 葡萄牙－本土生產。
- 罗马尼亚王国
- 俄罗斯帝国
- 南非
- 南羅德西亞
- 西班牙
- 斯里蘭卡
- 瑞典
- 泰國
- 土耳其
- 英国
- 美国
- 委內瑞拉
- 南斯拉夫王國

## 外部連結
- British Vickers Gun tactics during the Great War
- Vickers machine gun （页面存档备份，存于）
- Spartacus Educational - Vickers machine gun
- Vickers Mk7 Land variant